# Epidiscoceps garnieri
Epidiscoceps garnieri là một loài bọ cánh cứng trong họ Cerambycidae.